# Stanwellia occidentalis
Stanwellia occidentalis är en spindelart som beskrevs av Main 1972. Stanwellia occidentalis ingår i släktet Stanwellia och familjen Nemesiidae.
Artens utbredningsområde är Sydaustralien. Inga underarter finns listade i Catalogue of Life.